# Herbert Spencer
Herbert Spencer (Derby, Inglaterra; 27 de abril de 1820 - Brighton, Inglaterra; 8 de diciembre de 1903) fue un naturalista, filósofo, sociólogo, psicólogo y antropólogo inglés. Está considerado el «padre» del darwinismo social a partir de la adaptación de la teoría de la evolución a la sociedad.
Spencer desarrolló una concepción omnímoda de la evolución como el desarrollo progresivo del mundo físico, los organismos biológicos, la mente humana, la cultura humana y las sociedades. Era «un exponente entusiasta de la evolución», e incluso «escribió acerca de la evolución antes de que lo hiciera Darwin». Como polímata, contribuyó a una amplia gama de temas, incluyendo la ética, la religión, la antropología, la economía, la teoría política, la filosofía, la literatura, la astronomía, la biología, la sociología y la psicología. Durante su vida alcanzó una tremenda autoridad, sobre todo en el ámbito académico de habla inglesa. «El único otro filósofo inglés en haber logrado tal popularidad generalizada fue Bertrand Russell, y que fue en el siglo XX». Spencer era «el intelectual europeo más famoso en las últimas décadas del siglo XIX», pero su influencia se redujo drásticamente después de 1900: «¿Quién lee ahora a Spencer?» preguntó Talcott Parsons en 1937.
Spencer es conocido por la expresión «supervivencia del más apto», que acuñó en Principles of Biology (1864), después de leer El origen de las especies de Charles Darwin. Este término sugiere fuertemente la selección natural; sin embargo, como Spencer extendió la evolución en los reinos de la sociología y la ética, también hizo uso de lamarckismo.

## Biografía
Spencer nació en Derby, Inglaterra, el 27 de abril de 1820, hijo de William George Spencer (generalmente llamado George). El padre de Spencer era un disidente religioso que derivó del metodismo al cuaquerismo, y que parece haber transmitido a su hijo una oposición a todas las formas de autoridad. Administró una escuela fundada en los métodos de enseñanza progresiva de Johann Heinrich Pestalozzi y también se desempeñó como secretario de la Sociedad filosófica de Derby, una sociedad científica que había sido fundada en la década de 1790 por Erasmus Darwin, abuelo de Charles Darwin.
Spencer fue educado en la ciencia empírica por su padre, mientras que los miembros de la Sociedad filosófica de Derby le presentaron conceptos predarwinianos de la evolución biológica, en particular los de Erasmus Darwin y Jean-Baptiste Lamarck. Su tío, el reverendo Thomas Spencer, vicario de Hinton Charterhouse cerca de Bath, completó la limitada enseñanza formal de Spencer enseñándole algo de matemáticas y física, y el suficiente latín como para que pudiera traducir algunos textos sencillos. Thomas Spencer también dejó en su sobrino sus propios firmes puntos de vista políticos sobre el libre comercio y antiestatistas. Aparte de ello, Spencer fue un autodidacta que adquirió la mayor parte de sus conocimientos de lecturas estrechamente enfocadas y conversaciones con sus amigos y conocidos.
Cuando era adolescente y también cuando era un adulto joven, a Spencer le resultó difícil elegir una disciplina intelectual o profesional. Trabajó como ingeniero civil durante el auge de los ferrocarriles de la década de 1830, al tiempo de dedicar gran parte de su tiempo a escribir para revistas provinciales que eran inconformes en su religión y radicales en su política. De 1848 a 1853 se desempeñó como subeditor de la revista de libre comercio The Economist, tiempo durante el cual publicó su primer libro, Social Statics (1851), que predijo que la humanidad finalmente se adaptaría completamente a las exigencias de la vida en la sociedad con la consecuente desaparición del estado.
Su editor, John Chapman, introdujo a Spencer a su tertulia, a la que asistieron muchos de los principales pensadores radicales y progresivos de la capital, incluyendo a John Stuart Mill, Harriet Martineau, George Henry Lewes y Mary Ann Evans (George Eliot), con quien fue brevemente ligado sentimentalmente. El propio Spencer introdujo al biólogo Thomas Henry Huxley, que más tarde ganaría fama como el «bulldog de Darwin» y quien permaneció su amigo de toda la vida. Sin embargo, fue la amistad de Evans y Lewes la que le dio a conocer A System of Logic de John Stuart Mill y el positivismo de Auguste Comte y que le puso en el camino del trabajo de su vida. Estaba fuertemente en desacuerdo con Comte.
El primer fruto de su amistad con Evans y Lewes fue el segundo libro de Spencer, Principles of Psychology, publicado en 1855, que exploró una base fisiológica para la psicología. El libro se basa en la suposición fundamental de que la mente humana es sujeta a las leyes naturales y que éstas podrían ser descubiertas en el marco de la biología general. Esto permitió la adopción de una perspectiva de desarrollo no sólo en términos del individuo (como en la psicología tradicional), sino también de la especie y la raza. A través de este paradigma, Spencer quería conciliar la psicología asociacionista de A System of Logic de Mill, la noción de que la mente humana se construye a partir de sensaciones atómicas unidas por las leyes de la asociación de ideas, con la teoría aparentemente más «científica» de la frenología, que encontraba específicas funciones mentales en partes específicas del cerebro.

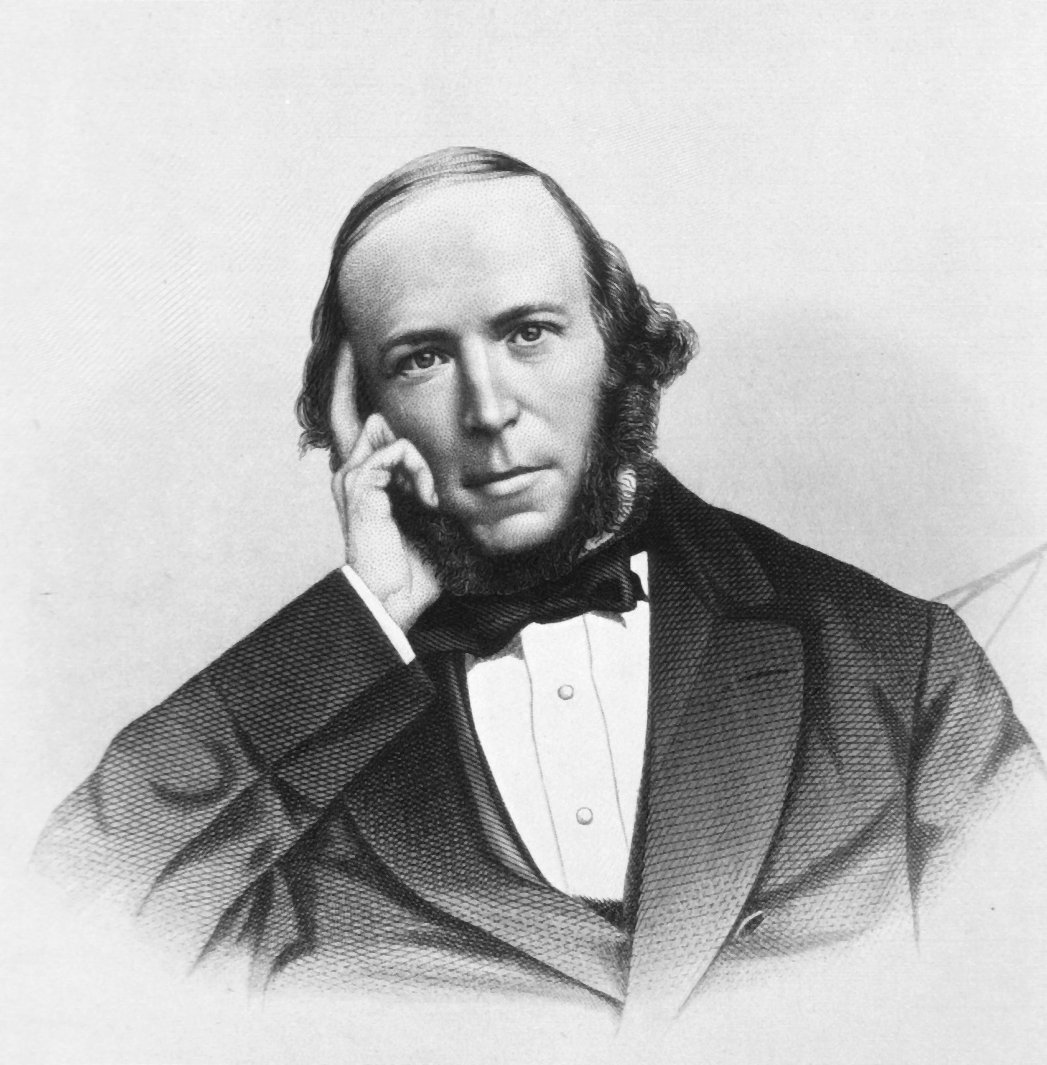
Retrato de Spencer.

Spencer argumentó que ambas teorías eran cuentas parciales de la verdad: repetidas asociaciones de ideas se plasman en la formación de cadenas específicas de tejido cerebral, y éstas se puedan transmitir de una generación a la siguiente por medio del mecanismo lamarckiano de la herencia de estructuras u órganos frecuentemente usadas por un individuo durante su vida. Principles of Psychology, a su juicio, haría para la comprensión de la mente humana lo que Isaac Newton había hecho para la comprensión de la materia. Sin embargo, el libro no tuvo éxito y el último de los 251 ejemplares de su primera edición no se vendió hasta junio de 1861.
El interés de Spencer en la psicología derivó de una preocupación más fundamental, que era establecer la universalidad de la ley natural. En común con otros de su generación, incluyendo los miembros de la tertulia de Chapman, estaba poseído con la idea de demostrar que era posible demostrar que todo en el universo - incluyendo la cultura humana, el lenguaje y la moral - podría explicarse por las leyes de validez universal. Esto fue en contraste con la opinión de muchos teólogos de la época, que insistían en que algunas partes de la creación, en particular, el alma humana, fueron más allá del ámbito de la investigación científica. Système de Philosophie Positive de Comte había sido escrito con la ambición de demostrar la universalidad de la ley natural, y Spencer deseaba seguir a Comte en la dimensión de su ambición. Sin embargo, Spencer se diferenció de Comte en la creencia de que era posible descubrir una única ley de aplicación universal, que identificaba con el desarrollo progresivo y que llamaría el principio de la evolución.
En 1858 Spencer produjo un esbozo de lo que sería System of Synthetic Philosophy. Esta empresa de gran envergadura tuvo el objetivo de demostrar que el principio de la evolución se aplicaba a la biología, la psicología, la sociología (Spencer consignó el término de Comte para la nueva disciplina) y la moralidad. Spencer previó que esta obra de diez volúmenes tardaría veinte años en completarse; al final le llevó el doble de tiempo y consumió casi todo el resto de su larga vida.
A pesar de las dificultades para establecerse como un escritor que Spencer tenía al principio, por la década de 1870 se había convertido en el más famoso filósofo de la edad. Sus trabajos fueron muy leídos durante su vida, y en 1869 fue capaz de mantenerse únicamente con el beneficio de las ventas de libros y de los ingresos de sus contribuciones regulares a publicaciones periódicas victorianas, que se publicaron en tres volúmenes titulados "ensayos". Sus obras fueron traducidas al alemán, italiano, español, francés, ruso, japonés y chino, y en muchas otras lenguas, y le ofrecieron honores y premios por toda Europa y América del Norte. También se convirtió en un miembro del Athenaeum Club, un club de caballeros exclusivo en Londres sólo abierto a los distinguidos en las artes y las ciencias, y el X Club, un club comedor de nueve fundado por Thomas Henry Huxley que se reunía todos los meses e incluyó algunos de los pensadores más destacados de la época victoriana (tres de los cuales se convertirían en presidentes de la Royal Society).
Los miembros incluyeron al físico y filósofo John Tyndall y al primo de Darwin, el banquero y biólogo John Lubbock. También hubo algunos satélites bastante significativos como el clérigo liberal Arthur Stanley, deán de Westminster; y huéspedes como Charles Darwin y Hermann von Helmholtz fueron entretenidos de vez en cuando. A través de este tipo de asociaciones, Spencer tuvo una fuerte presencia en el corazón de la comunidad científica y fue capaz de asegurar una audiencia influyente por sus opiniones. A pesar de su creciente riqueza y fama, nunca fue dueño de una casa de su propiedad.
Las últimas décadas de la vida de Spencer se caracterizaron por una creciente desilusión y soledad. Nunca se casó, y después de 1855 era un hipocondríaco perpetuo que se quejaba sin fin de dolores y enfermedades que ningún médico pudo diagnosticar en aquella época. Por la década de los 1890 sus lectores habían comenzado a abandonarlo mientras que muchos de sus amigos más cercanos murieron y él había llegado a dudar de la fe confidente en el progreso que había hecho la pieza central de su sistema filosófico. Sus últimos años fueron también aquellos en los que sus puntos de vista políticos se hicieron cada vez más conservadores. Mientras que Social Statics había sido obra de un demócrata radical que creía en el derecho de voto para las mujeres (e incluso para los niños) y en la nacionalización de la tierra para romper el poder de la aristocracia, por la década de 1880 se había convertido en un firme opositor del sufragio femenino e hizo causa común con la Liberty and Property Defence League contra lo que veían como un desvío hacia el «socialismo» de elementos (como William Harcourt) dentro de la administración de William Gladstone, en gran medida contra las opiniones del propio Gladstone. Los puntos de vista políticos de Spencer de este período se expresaron en lo que se convertiría en una de sus obras más famosas, The Man Versus the State.

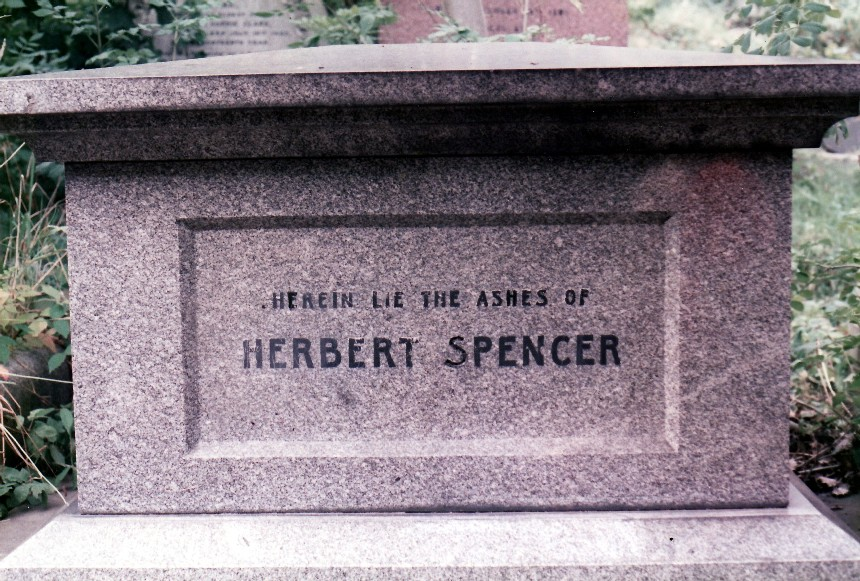
Tumba de Herbert Spencer en el Cementerio de Highgate.

La excepción al creciente conservadurismo de Spencer fue que él se mantuvo durante toda su vida un ferviente opositor del imperialismo y el militarismo. Su crítica de la segunda guerra bóer fue especialmente mordaz, y contribuyó al declive de su popularidad en el Reino Unido.
Spencer también inventó un precursor del clip de papel moderno, aunque se parecía más a un pasador de chaveta moderno. Esta «clavija de unión» fue distribuida por Ackermann & Company. Spencer muestra dibujos de la clavija en el Apéndice I (siguiendo el Apéndice H) de su autobiografía junto con descripciones publicadas de sus usos.
En 1902, poco antes de su muerte, Spencer fue nominado para el Premio Nobel de Literatura. Continuó escribiendo durante toda su vida, en los últimos años a menudo mediante dictado, hasta que murió acausa de su mala salud a la edad de 83 años. Sus cenizas están enterradas en el lado oriental del Cementerio de Highgate de Londres frente a la tumba de Karl Marx. En su funeral el líder nacionalista indio Shyamji Krishna Varma anunció una donación de £ 1 000 para establecer una cátedra en la Universidad de Oxford, en homenaje a Spencer y su trabajo.

## Filosofía sintética
La base para la apelación de Spencer a muchos de su generación era que parecía ofrecer un sistema de creencia listo que podría sustituir a la fe religiosa convencional en un momento en que los credos ortodoxos parecían desmoronarse bajo los avances de la ciencia moderna. El sistema filosófico de Spencer parecía demostrar que era posible creer en la perfección última de la humanidad sobre la base de las concepciones científicas avanzadas, como el primer principio de la termodinámica y de la evolución biológica.
En esencia, la visión filosófica de Spencer estaba formada por una combinación de deísmo y positivismo. Por un lado, había absorbido algo del deísmo del siglo XVIII de su padre y otros miembros de la Sociedad Filosófica de Derby y de libros como el inmensamente popular The Constitution of Man (1828) de George Combe. Este trataba el mundo como un cosmos de diseño benévolo, y las leyes de la naturaleza como los decretos de un «ser trascendentalmente amable». Las leyes naturales son por lo tanto los estatutos de un universo bien gobernado que habían sido decretado por el Creador con la intención de promover la felicidad humana. Aunque Spencer perdió su fe cristiana cuando era adolescente y más tarde rechazó cualquier concepción «antropomórfica» de la deidad, se mantuvo firme en esta concepción en un nivel casi subconsciente. Al mismo tiempo, sin embargo, le debía mucho más de lo que jamás reconocería al positivismo, en particular, en su concepción de un sistema filosófico como la unificación de las diversas ramas del conocimiento científico. También siguió al positivismo en su insistencia en que sólo era posible tener un conocimiento real de los fenómenos y por lo tanto que era ocioso especular sobre la naturaleza de la realidad última. La tensión entre el positivismo y su deísmo residual corrió a través de toda la obra System of Synthetic Philosophy.
Spencer siguió a Comte en el objetivo de la unificación de la verdad científica; fue en este sentido que su filosofía pretendió ser «sintética». Al igual que Comte, que estaba comprometido con la universalidad de la ley natural, la idea de que las leyes de la naturaleza se aplican sin excepción, a la esfera orgánica tanto como a la inorgánica, y a la mente humana tanto como al resto de la creación. El primer objetivo de la filosofía sintética fue así demostrar que no había excepciones para ser capaz de descubrir las explicaciones científicas, en forma de leyes naturales, de todos los fenómenos del universo. Los volúmenes de Spencer sobre biología, psicología y sociología tenían por objetivo demostrar la existencia de leyes naturales en estas disciplinas específicas. Incluso en sus escritos sobre la ética sostuvo que era posible descubrir «leyes» de la moral que tenían el carácter de las leyes de la naturaleza sin dejar de tener contenido normativo, una concepción que puede ser rastreada a The Constitution of Man de Combe.
El segundo objetivo de la filosofía sintética era mostrar que estas mismas leyes condujeron inexorablemente al progreso. A diferencia de Comte, que destacó sólo la unidad del método científico, Spencer buscó la unificación del conocimiento científico en forma de la reducción de todas las leyes naturales a una ley fundamental, la ley de evolución. A este respecto, siguió el modelo establecido por el editor de Edimburgo Robert Chambers en su anónimo Vestiges of the Natural History of Creation (1844). Aunque a menudo descartado como un precursor de peso ligero de El origen de las especies de Charles Darwin, el libro de Chambers era en realidad un programa para la unificación de la ciencia que pretendía demostrar que la hipótesis nebular de Laplace sobre el origen del sistema solar y la teoría de la transformación de especies de Lamarck eran ambas instancias de «una magnífica generalización de desarrollo progresivo» (frase de Lewes). Chambers se asoció con la tertulia de Chapman y su trabajo sirvió de plantilla no reconocida para la filosofía sintética.

## Evolución
Spencer articuló por primera vez su punto de vista evolutivo en su ensayo Progress: Its Law and Cause (publicado en el Westminster Review de Chapman en 1857), que más tarde formó la base de First Principles of a New System of Philosophy (1862). En él se expone una teoría de la evolución que combina ideas del ensayo de Samuel Taylor Coleridge The Theory of Life - a su vez derivado de la Naturphilosophie o Filosofía de la Naturaleza de Friedrich Wilhelm Joseph Schelling - con una generalización de la ley del desarrollo embriológico de von Baer. Spencer postuló que todas las estructuras en el universo se desarrollan a partir de una simple e indiferenciada homogeneidad a una compleja y diferenciada heterogeneidad, siendo acompañadas por un proceso de mayor integración de las partes diferenciadas. Este proceso evolutivo se puede encontrar en funcionamiento, en opinión de Spencer, a través del cosmos. Era una ley universal, que se aplicaba a las estrellas y las galaxias tanto como a los organismos biológicos, y a la organización social humana tanto como a la mente humana. Se diferenciaba de otras leyes científicas solo por su mayor generalidad, y las leyes de las ciencias especiales podrían ser demostradas de ser ejemplos de este principio.
Sin embargo, como Bertrand Russell declaró en una carta a Beatrice Webb en 1923, esta formulación tiene problemas: «No sé si [Spencer] se dio cuenta alguna vez de las implicaciones del segundo principio de la termodinámica; si es así, bien puede estar molesto. El principio dice que todo tiende a la uniformidad y a un nivel muerto, disminuyendo (no incrementando) heterogeneidad».
El intento de Spencer de explicar la evolución de complejidad biológica era radicalmente diferente al que se encuentra en El origen de las especies de Darwin, que se publicó dos años más tarde. Es a menudo creído, bastante erróneamente, que Spencer simplemente se apropió y generalizó la obra de Darwin sobre la selección natural. Sin embargo, aunque después de leer la obra de Darwin acuñó la frase «supervivencia del más apto» como su propio término para el concepto de Darwin, y es a menudo erróneamente considerado como un pensador que se limitó a aplicar la teoría darwiniana a la sociedad, él solo incorporó a regañadientes la selección natural en su sistema global preexistente. El principal mecanismo de transformación de las especies que reconocía era el principio lamarckiano de la herencia de los caracteres adquiridos, que postula que los órganos se desarrollan o se ven disminuidos por el uso o no uso y que los cambios resultantes pueden ser transmitidos a las generaciones futuras. Spencer creía que este mecanismo evolutivo también era necesario para explicar la evolución «más alta», especialmente el desarrollo social de la humanidad. Además, a diferencia de Darwin, sostuvo que la evolución tenía una dirección y un punto final, la consecución de un estado final de equilibrio. Trató de aplicar la teoría de la evolución biológica a la sociología. Propuso que la sociedad era el producto de un cambio de formas inferiores a formas superiores, al igual que en la teoría de la evolución biológica se dice que las formas más bajas de la vida evolucionan hacia formas más elevadas. Spencer afirmó que la mente del hombre había evolucionado de la misma manera a partir de las simples respuestas automáticas de los animales inferiores al proceso de razonamiento en el hombre, que es capaz de pensar. Spencer creía en dos tipos de conocimiento: el conocimiento adquirido por el individuo y los conocimientos adquiridos por la raza. La intuición, o el conocimiento aprendido de manera inconsciente, fue la experiencia heredada de la raza.
En su libro Principles of Biology (1864), Spencer propuso una teoría de pangénesis en la que se describían «unidades fisiológicas». Estas unidades hereditarias hipotéticas eran similares a las gémulas de Darwin.

## Sociología

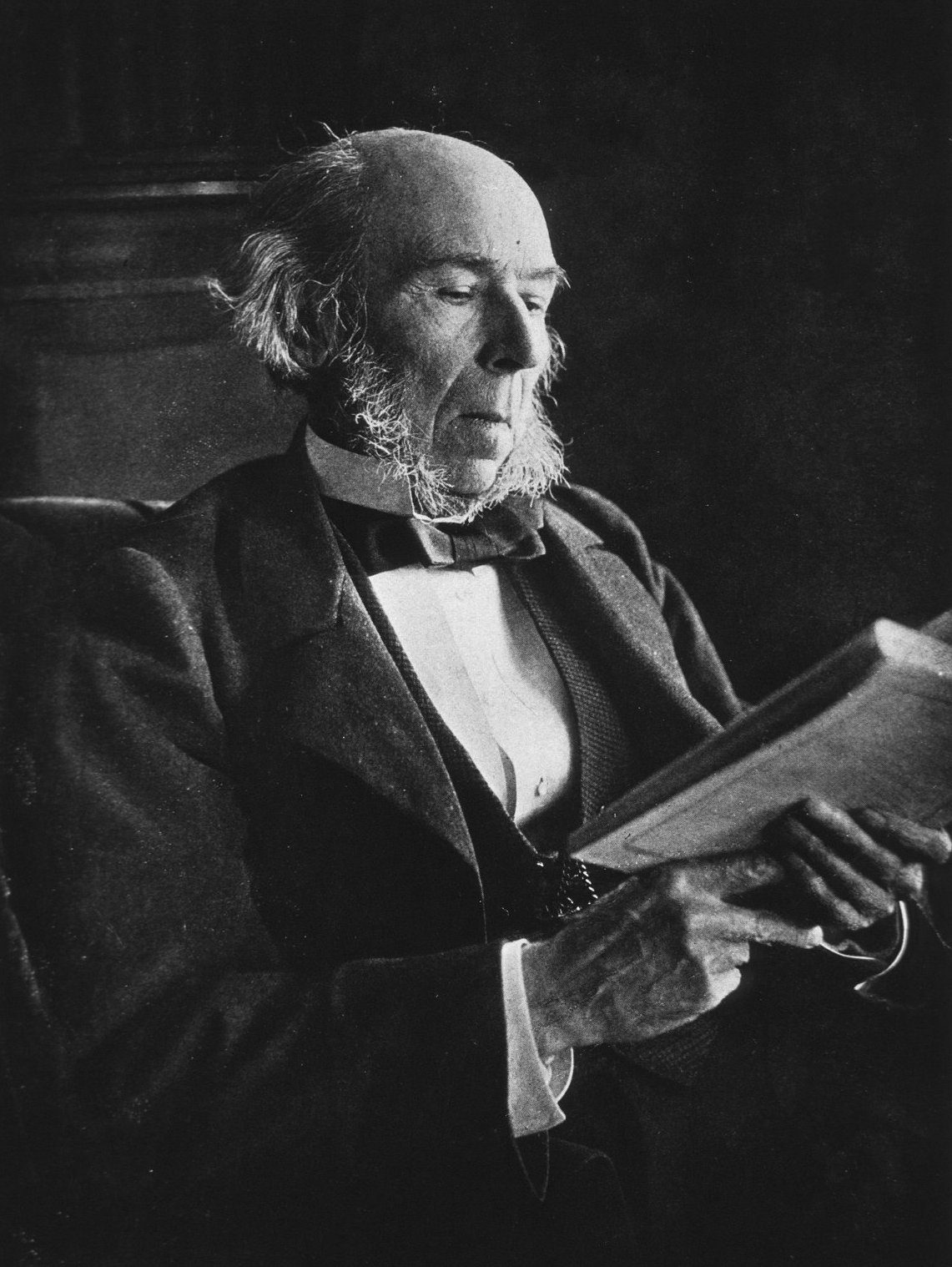
Retrato de Spencer.

Spencer leyó con entusiasmo la sociología positivista original de Auguste Comte. Un filósofo de la ciencia, Comte había propuesto una teoría de la evolución cultural según la cual la sociedad progresa estando sujeta a una ley de tres estados. Tomando en cuenta varios desarrollos de la biología, Spencer rechazó lo que él consideraba los aspectos ideológicos del positivismo de Comte, en un intento de reformular las ciencias sociales en términos de su principio de evolución, que aplicó a los aspectos biológicos, psicológicos y sociológicos del universo. Dada la primacía que Spencer concede a la evolución en su trabajo, la sociología de Spencer podría describirse como darwinismo social (mezclado con lamarckismo). A pesar de la popularidad de este punto de vista, una descripción de la sociología de Spencer como tal es equivocada. Si bien escritos políticos y éticos de Spencer tenían temas consistentes con el darwinismo social, tales temas no están presentes en los trabajos sociológicos de Spencer, que se centran en la construcción de una teoría sobre cómo los procesos de crecimiento social y diferenciación llevan a las cantidades variables de complejidad entre las diversas formas de organización social.
Una sociedad es un organismo. Los dos tienen vida, crecen y mientras más crecen, sus elementos se multiplican y se diferencian entre sí. Igualmente, las funciones de sus elementos se especializan cada vez más, aunque no son enteramente iguales, pues mientras el organismo forma "un todo concreto", la sociedad forma "un todo discreto", permitiendo a sus elementos cierta libertad. En los primeros, la conciencia está concentrada; en la sociedad, la conciencia está difundida en todo el cuerpo.
La progresión evolutiva desde simple e indiferenciada homogeneidad a compleja y diferenciada heterogeneidad era ejemplificada, Spencer argumentó, por el desarrollo de la sociedad. Desarrolló una teoría de los dos tipos de sociedad, la militante y la industrial, que correspondían a esta progresión evolutiva. La sociedad militante, estructurada en torno a las relaciones de jerarquía y la obediencia, era simple y no diferenciada; la sociedad industrial, basada en las obligaciones sociales voluntarias, contractualmente asumidas, era compleja y diferenciada. La sociedad, la cual Spencer conceptualizó como un «organismo social» evolucionó desde el estado más simple al más complejo de acuerdo con la ley universal de la evolución. Además, la sociedad industrial era el descendiente directo de la sociedad ideal desarrollada en Social Statics, aunque Spencer era ambiguo sobre si la evolución de la sociedad resultaría en el anarquismo (como había creído al principio) o si apuntaba a un papel continuo para el Estado, aunque uno reducido a las funciones mínimas del cumplimiento de los contratos y la defensa exterior.
Aunque Spencer hizo algunas valiosas contribuciones a la sociología temprana, sobre todo por su influencia sobre el funcionalismo estructuralista, su intento de introducir ideas lamarckianas o darwinianas en el ámbito de la sociología no tuvo éxito. Fue considerado por muchos, por el contrario, como sumamente peligroso. Hermenéuticos de la época, tales como Wilhelm Dilthey, serían pioneros en la distinción entre las ciencias naturales (Naturwissenschaften) y las ciencias humanas (Geisteswissenschaften). En los Estados Unidos, el sociólogo Lester Frank Ward, que sería elegido como el primer presidente de la American Sociological Association, lanzó un ataque implacable contra las teorías de laissez-faire y ética política de Spencer. Aunque Ward admiraba mucho el trabajo de Spencer, creía que los sesgos políticos anteriores de Spencer habían distorsionado su pensamiento y lo habían llevado por mal camino. En la década de 1890, Émile Durkheim estableció la sociología académica formal con un énfasis firme en la investigación social práctica. Por la vuelta del siglo XX la primera generación de sociólogos alemanes, sobre todo Max Weber, había presentado antipositivismo metodológico. Sin embargo, cabe señalar que las teorías de laissez-faire de Spencer, la supervivencia del más apto y una mínima interferencia humana en los procesos de la ley natural tuvieron un atractivo perdurable e incluso creciente en los campos de las ciencias sociales de la economía y ciencias políticas.

## Agnosticismo
La reputación de Spencer entre los victorianos debía mucho a su agnosticismo. Rechazó la teología como la representación de la «impiedad de los piadosos». Obtuvo mucha notoriedad debido a su rechazo de la religión tradicional, y fue condenado con frecuencia por pensadores religiosos por supuestamente defender el ateísmo y el materialismo. No obstante, a diferencia de Thomas Henry Huxley, cuyo agnosticismo era un credo militante dirigido a «el pecado imperdonable de la fe» (en palabras de Adrian Desmond), Spencer insistió en que no estaba preocupado en socavar la religión en nombre de la ciencia, sino en llevar a cabo una reconciliación de las dos.
A partir de creencias religiosas o de la ciencia, Spencer argumentó, las personas estaban impulsadas en última instancia a aceptar ciertas nociones indispensables pero literalmente inconcebibles. Si existe un interés en un creador o el sustrato que subyace en la experiencia de los fenómenos, no se puede concebir la misma. Por lo tanto, Spencer concluyó, la religión y la ciencia están de acuerdo en la verdad suprema de que el entendimiento humano solo es capaz de conocimiento «relativo». Este es el caso, ya que, debido a las limitaciones inherentes de la mente humana, solo es posible obtener conocimiento de los fenómenos, no de la realidad («la absoluta») de los fenómenos subyacentes. De ahí que tanto la ciencia como la religión deben llegar a reconocer como el «más seguro de todos los hechos que el poder por el que el universo se manifiesta a nosotros es absolutamente inescrutable». Llamó a esta toma de conciencia de «lo incognoscible» y presentó el culto de lo incognoscible como capaz de ser una fe positiva que podría sustituir a la religión convencional. De hecho, pensó que lo incognoscible representaba la última etapa en la evolución de la religión, la eliminación definitiva de sus últimos vestigios antropomórficos.

## Puntos de vista políticos
Los puntos de vista en circulación en el siglo XXI se derivan de sus teorías políticas y ataques memorables a los movimientos de reforma de finales del siglo XIX. Ha sido reclamado como precursor por los libertarios y anarcocapitalistas. El economista Murray Rothbard llamó a Social Statics «la mayor obra de filosofía política libertaria que se ha escrito». Spencer argumentó que el Estado no era una institución «esencial» y que se «descompondría» conforme la organización voluntaria de mercado reemplazara los aspectos coercitivos del Estado. También argumentó que el individuo tenía un «derecho a ignorar el Estado». Como resultado de esta perspectiva, Spencer fue muy crítico del patriotismo. En respuesta a ser dicho que las tropas británicas estaban en peligro durante la segunda guerra anglo-afgana, respondió: «Cuando los hombres se contratan para disparar a otros hombres, sin preguntar nada acerca de la justicia de su causa, no me importa si ellos mismos son disparados».
La política en la Gran Bretaña victoriana tardía se movió en direcciones que a Spencer le desagradaban, y sus argumentos proporcionaron mucha munición para los conservadores e individualistas en Europa y América que todavía están en uso en el siglo XXI. La expresión «There is no alternative» («No hay alternativa»), hecha famosa por la primera ministra Margaret Thatcher, puede atribuirse a su uso enfático por Spencer.
Para la década de 1880 denunciaba «el nuevo conservadurismo», es decir, el «ala social reformista» del partido liberal, el ala en cierta medida hostil al primer ministro William Gladstone, esta facción del partido liberal Spencer comparó con el intervencionista «conservadurismo» de personas tales como el antiguo primer ministro del partido conservador Benjamin Disraeli. En The Man Versus the State (1884), atacó a Gladstone y al partido liberal por perder su misión propia (que debería ser defender la libertad personal, dijo) y en su lugar promover la legislación social paternalista (lo que el propio Gladstone llamó «construcción», un elemento en el partido liberal moderno al que se oponía). Spencer denunció la reforma agraria irlandesa, la educación obligatoria, las leyes para regular la seguridad en el trabajo, las leyes de prohibición y templanza, bibliotecas financiadas por impuestos, y reformas de asistencia social. Sus principales objeciones eran tres: el uso de los poderes coercitivos del gobierno, el desánimo dado a la automejora voluntaria, y el desconocimiento de las «leyes de la vida». Las reformas, dijo, eran equivalentes a «socialismo», y dijo que era casi lo mismo que la «esclavitud» en cuanto a la limitación de la libertad humana. Spencer atacó con vehemencia el entusiasmo generalizado por la anexión de las colonias y la expansión imperial, que subvertía todo lo que había predicho sobre el progreso evolutivo para las sociedades y los estados de «militantes» a «industriales».
Spencer anticipó muchos de los puntos de vista de análisis de los teóricos liberales posteriores, como Friedrich Hayek, especialmente en su «ley de igual libertad», su insistencia en los límites del conocimiento predictivo, su modelo de un orden social espontáneo, y sus advertencias sobre las «consecuencias no intencionales» de las reformas sociales colectivistas.
Aunque a menudo caricaturizado como ultraconservador, Spencer había sido más radical al principio de su carrera: oponiéndose a la propiedad privada de la tierra y afirmando que cada persona tiene una demanda latente para participar en el uso de la tierra (puntos de vista que influyeron al georgismo), se hacía llamar «un feminista radical» y abogó por la organización de los sindicatos como un baluarte contra la «explotación de los jefes», y favoreció una economía organizada principalmente en cooperativas de trabajo gratuitas como un reemplazo para el trabajo asalariado. A pesar de que mantuvo su apoyo a los sindicatos, sus puntos de vista sobre los otros temas habían cambiado por la década de 1880. Llegó a predecir que los programas de bienestar social conducirían finalmente a la socialización de los medios de producción, diciendo que «todo socialismo es esclavitud»; Spencer definió a un esclavo como una persona que «trabaja bajo coacción para satisfacer los deseos de los otros» y creía que en el socialismo o el comunismo el individuo sería esclavizado a toda la comunidad en lugar de a un amo en particular, y «que no significa nada si su amo una sola persona o la sociedad».

### Darwinismo social
Para muchos, el nombre de Herbert Spencer sería prácticamente sinónimo de darwinismo social, una teoría social que aplica la ley de la supervivencia del más apto a la sociedad; los impulsos humanitarios tienen que ser resistidos ya que nada se debe permitir que interfiera con las leyes de la naturaleza, incluyendo la lucha social por la existencia.
La asociación de Spencer con el darwinismo social podría tener su origen en una interpretación específica de su apoyo a la competencia. Mientras que en la biología la competencia de varios organismos puede resultar en la muerte de una especie u organismo, el tipo de competencia que Spencer abogó se acerca más a la utilizada por los economistas, donde personas o empresas que compiten mejoran el bienestar del resto de la sociedad. Spencer vio positivamente la caridad privada, impulsando la asociación voluntaria y el cuidado informal para ayudar a los necesitados, en lugar de depender de la burocracia o la fuerza del gobierno. Recomendó, además, que los esfuerzos de caridad privados serían prudentes para evitar el fomento de la formación de nuevas familias dependientes por aquellos que no pueden mantenerse a sí mismos sin la caridad.
Centrándose en la forma, así como el contenido de la «filosofía sintética» de Spencer, un escritor lo identificó como un caso paradigmático de «darwinismo social», entendida como una metafísica políticamente motivada muy diferente en forma y motivación de la ciencia darwinista.

## Influencia general
Mientras que la mayoría de los filósofos no pueden alcanzar un gran grupo de seguidores fuera de la academia de sus pares profesionales, por los años 1870 y 1880 Spencer había alcanzado una popularidad sin precedentes, como el volumen de sus ventas indican. Fue probablemente el primero, y posiblemente el único, filósofo de la historia en vender más de un millón de copias de sus obras durante su vida. En los Estados Unidos, donde todavía eran comunes las ediciones piratas, su editor autorizado, Appleton, vendió 368 755 copias entre 1860 y 1903. Esta cifra no difiere mucho de sus ventas en su nativa Gran Bretaña. Como dijo William James, Spencer «agrandó la imaginación, y puso en libertad la mente especulativa de un sinnúmero de médicos, ingenieros y abogados, de muchos físicos y químicos, así como de los legos reflexivos en general». El aspecto de su pensamiento que destacó la autosuperación individual encontró una audiencia receptiva en la clase trabajadora cualificada.
La influencia de Spencer sobre líderes de pensamiento también era inmensa, aunque se expresó con mayor frecuencia en términos de su reacción, y repudio, a sus ideas. Como su seguidor estadounidense John Fiske observó, las ideas de Spencer se encontraban «corriendo como la trama a través de toda la urdimbre» del pensamiento victoriano. Variados pensadores tales como William James, Henry Sidgwick, Thomas Hill Green, George Edward Moore, Henri Bergson, y Émile Durkheim definieron sus ideas en relación con las de él. La división del trabajo social de Durkheim es en gran medida un extenso debate con Spencer, de cuya sociología, muchos comentaristas están de acuerdo, Durkheim prestó ampliamente.

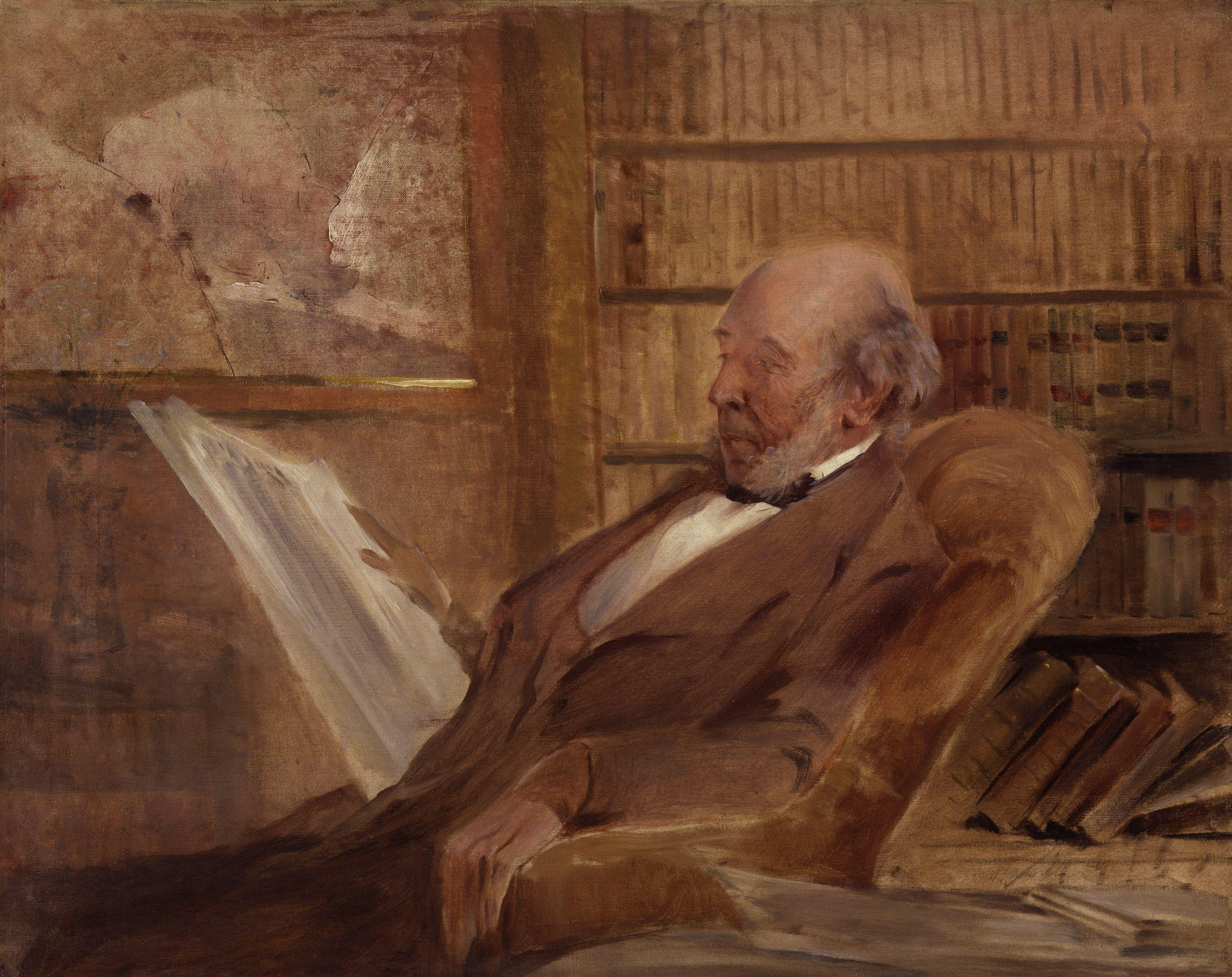
Retrato de Spencer por John McLure Hamilton, ca. 1895.

En la Polonia posterior al Levantamiento de Enero, muchas de las ideas de Spencer se convirtieron en parte integral de la ideología de fin de siècle dominante, el «positivismo polaco». El escritor polaco líder de la época, Bolesław Prus, aclamó a Spencer como «el Aristóteles del siglo XIX» y adoptó la metáfora de la sociedad-como-organismo de Spencer, dándole una presentación poética sorprendente en su microrrelato de 1884 Moho de la tierra, y poniendo de relieve el concepto en la introducción de su novela más universal, Faraón (1895).
El comienzo del siglo XX fue hostil a Spencer. Poco después de su muerte, su reputación filosófica entró en una fuerte caída. Medio siglo después de su muerte, su obra fue descartada como una «parodia de la filosofía», y el historiador Richard Hofstadter lo llamó «el metafísico del intelectual hecho en casa, y el profeta del agnóstico de barril». Sin embargo, el pensamiento de Spencer había penetrado tan profundamente en la época victoriana que su influencia no ha desaparecido por completo. 
En los últimos años, han aparecido estimaciones más positivas.

### Influencia política
A pesar de su reputación como un darwinista social, el pensamiento político de Spencer ha estado abierto a múltiples interpretaciones. Su filosofía política pudo servir de inspiración tanto a los que creen que los individuos eran dueños de su destino, que no deberían tolerar ninguna interferencia de un estado de intromisión, y los que creen que el desarrollo social requiere una autoridad central fuerte. En Lochner v. New York, jueces conservadores de la Corte Suprema de los Estados Unidos pudieron haber encontrado inspiración en los escritos de Spencer para derribar una ley de Nueva York que limitaba el número de horas que un panadero podía trabajar durante la semana, en razón de que esta ley restringía la libertad de contrato. Argumentando en contra de la participación de la mayoría de que el «derecho a la libre contratación» está implícito en la cláusula del debido proceso de la Decimocuarta Enmienda, Oliver Wendell Holmes Jr. escribió: «La Decimocuarta Enmienda no promulga [lo que está escrito en] Social Statics de Herbert Spencer». Spencer también ha sido descrito como un cuasianarquista, así como un anarquista de plano. El teórico marxista Gueorgui Plejánov, en su libro de 1909 El anarquismo y el socialismo, calificó a Spencer como un «anarquista conservador».
Las ideas de Spencer se hicieron muy influyentes en China y Japón, en gran parte porque hizo un llamamiento a los deseos de los reformadores para establecer una fuerte nación-estado con la que competir con las potencias occidentales. Su pensamiento fue presentado por el académico chino Yan Fu, que vio sus escritos como una receta para la reforma de la dinastía Qing. Spencer también influyó en el occidentalista japonés Tokutomi Sohō, que creía que Japón estaba a punto de pasar de una «sociedad militante» a una «sociedad industrial», y que era necesario echar por la borda con rapidez todo lo japonés y tomar la ética y el aprendizaje occidentales. También mantuvo correspondencia con Kaneko Kentarō, advirtiéndole de los peligros del imperialismo. Vinaiak Dámodar Savarkar escribió en su En el interior del campo enemigo sobre su lectura de todas las obras de Spencer, de su gran interés en ellas, de su traducción al marathi, y su influencia en los reformadores sociales y educadores indios tales como Bal Gangadhar Tilak y Gopal Ganesh Agarkar, y el apodo cariñoso dado a él en Maharastra, Harbhat Pendse.

### Influencia en la literatura
Spencer influenció en gran medida la literatura y la retórica. Su ensayo de 1852 The Philosophy of Style exploró una tendencia cada vez mayor de los enfoques formalistas a la escritura. Muy centrado en la correcta colocación y el orden de las partes de una frase en inglés, creó una guía de composición eficaz. Spencer apuntaba a liberar la escritura de la prosa libre de tanta «fricción e inercia» como fuera posible, para que el lector no se viera frenado por extenuantes deliberaciones relativas al contexto y significado de una frase. Spencer argumentó que los escritores deben tener como objetivo «presentar las ideas de manera que puedan ser aprendidas con el menor esfuerzo mental posible» por el lector.
Sostuvo que al hacer el significado tan fácilmente accesible como sea posible, el escritor lograría la mayor eficacia comunicativa posible. Esto se lograba, según Spencer, mediante la colocación de todas las cláusulas subordinadas, objetos y frases antes del sujeto de una oración de manera que, cuando los lectores llegaran al sujeto, tuvieran toda la información que necesitaban para percibir completamente su significado. Mientras que la influencia global que The Philosophy of Style tuvo en el campo de la retórica no fue de tan largo alcance como su contribución a otros campos, la voz de Spencer prestó apoyo autorizado a puntos de vista formalistas de la retórica.
Muchos novelistas y autores de cuentos llegaron a abordar sus ideas en su trabajos. Aparte de los ya mencionados George Eliot y Bolesław Prus, León Tolstói, Thomas Hardy, George Bernard Shaw, Abraham Cahan, D. H. Lawrence, Joaquim Machado de Assis, R. Austin Freeman y Jorge Luis Borges referenciaron a Spencer. Arnold Bennett alabó grandemente First Principles, y la influencia que tuvo sobre Bennett puede verse en muchas de sus novelas. Jack London creó un personaje, el protagonista titular de Martin Eden, como un firme spenceriano. El personaje de Vershinin en la obra de Antón Chéjov, Las tres hermanas es un spenceriano dedicado. H. G. Wells utiliza las ideas de Spencer como tema en su novela, La máquina del tiempo, empleándolos para explicar la evolución del hombre en dos especies. En la novela de Rudyard Kipling, Kim, el anglófilo espía bengalí Hurree Babu admira a Herbert Spencer y lo cita para efecto cómico: «Son, por supuesto, fenómenos desmaterializados, dice Spencer». «Soy un Herbert Spenceriano suficientemente bueno, confío, como para encontrarme con algo tan pequeño como la muerte, que es todo en mi destino, ya sabes». «Dio las gracias a todos los dioses del Indostán, y Herbert Spencer, que seguía habiendo algunos objetos de valor para robar».

## Críticas filosóficas
- Royce, Josiah. Herbert Spencer: An Estimate and Review (1904)
- Sidgwick, Henry. Lectures on the Ethics of T.H. Green, Mr. Herbert Spencer, and J. Martineau (1902)
- Ward, Lester Frank Spencer-smashing at Washington (1894)
- George, Henry.  (1892)
- Lafargue, Paul. A Few Words with Mr Herbert Spencer (1884)
- James, William. Remarks on Spencer's Definition of Mind as Correspondence (1878)

### Por Spencer
- Duncan, David. The Life and Letters of Herbert Spencer (1908) edición en línea
- Spencer, Herbert. Spencer: Political Writings (Cambridge Texts in the History of Political Thought) ed. John Offer (1993) extracto y texto de búsqueda
- Spencer, Herbert. Social Statics: The Man Versus the State
- Spencer, Herbert.  The Study of Sociology extracto y texto de búsqueda; además texto completo en línea gratis Archivado el 24 de junio de 2011 en Wayback Machine.
- Spencer, Herbert. The Principles of Psychology extracto y texto de búsqueda; texto completo en línea
- Spencer, Herbert. Social Statics, Abridged and Revised: Together with the Man Versus the State (1896) texto completo en línea gratis Archivado el 24 de junio de 2011 en Wayback Machine.
- Spencer, Herbert. Education: Intellectual, Moral, and Physical (1891) 283pp texto completo en línea
- Spencer, Herbert. An Autobiography (1905, 2 vol) texto completo en línea
- Escritos en línea de Spencer